# Československá hokejová reprezentace v sezóně 1925/1926
Československá hokejová reprezentace v sezóně 1925/1926 sehrála celkem 8 zápasů.

## Přehled mezistátních zápasů
| Pořadí | Datum                  | Soupeř         | Výsledek       | Soutěž                  | Místo utkání |
| ------ | ---------------------- | -------------- | -------------- | ----------------------- | ------------ |
| 34.    | 12. ledna 1926         | Belgie         | 2:0 (1:0, 1:0) | Mistrovství Evropy 1926 | Davos        |
| 35.    | 13. ledna 1926         | Španělsko      | 9:2 (3:0, 6:2) | Mistrovství Evropy 1926 | Davos        |
| 36.    | 15. ledna 1926         | Velká Británie | 2:1 (1:0, 1:1) | Mistrovství Evropy 1926 | Davos        |
| 37.    | 16. ledna 1926         | Švýcarsko      | 1:0 (1:0, 0:0) | Mistrovství Evropy 1926 | Davos        |
| 38.    | 17. ledna 1926         | Rakousko       | 0:1 (0:0, 0:1) | Mistrovství Evropy 1926 | Davos        |
| 39.    | 18. ledna 1926 (11:00) | Švýcarsko      | 1:3 (0:0, 1:3) | Mistrovství Evropy 1926 | Davos        |
| 40.    | 18. ledna 1926 (14:30) | Rakousko       | 3:1 (0:0, 3:1) | Mistrovství Evropy 1926 | Davos        |
| 41     | 23. ledna 1926         | Polsko         | 0:1 (0:1, 0:0) | přátelsky               | Praha        |

## Bilance sezóny 1925/26
| Soupeř         | Zápasy | Výhry | Remízy | Prohry | Skóre |
| -------------- | ------ | ----- | ------ | ------ | ----- |
| Belgie         | 1      | 1     | 0      | 0      | 2:0   |
| Polsko         | 1      | 0     | 0      | 1      | 0:1   |
| Rakousko       | 2      | 1     | 0      | 1      | 3:2   |
| Španělsko      | 1      | 1     | 0      | 0      | 9:2   |
| Švýcarsko      | 2      | 1     | 0      | 1      | 2:3   |
| Velká Británie | 1      | 1     | 0      | 0      | 2:1   |
| Celkem         | 8      | 5     | 0      | 3      | 18:9  |

## Přátelský mezistátní zápas
Československo –  Polsko	0:1 (0:1, 0:0)
23. ledna 1926 (18:00) – Praha

Branky Polska: 14. Aleksander Tupalsky.

Rozhodčí: Jan Palouš (TCH)
ČSR: Jaroslav Pospíšil – Václav Doležal (21. Jan Krásl), Valentin Loos – Josef Šroubek, Jaroslav Jirkovský, Jaroslav Pušbauer.
Polsko: Edmund Czaplicki – Kazimierz Zebrowski, Aleksander Kowalski – Aleksander Tupalski, Tadeusz Adamovski, Lucjan Kulej.